# فتى الجرائد

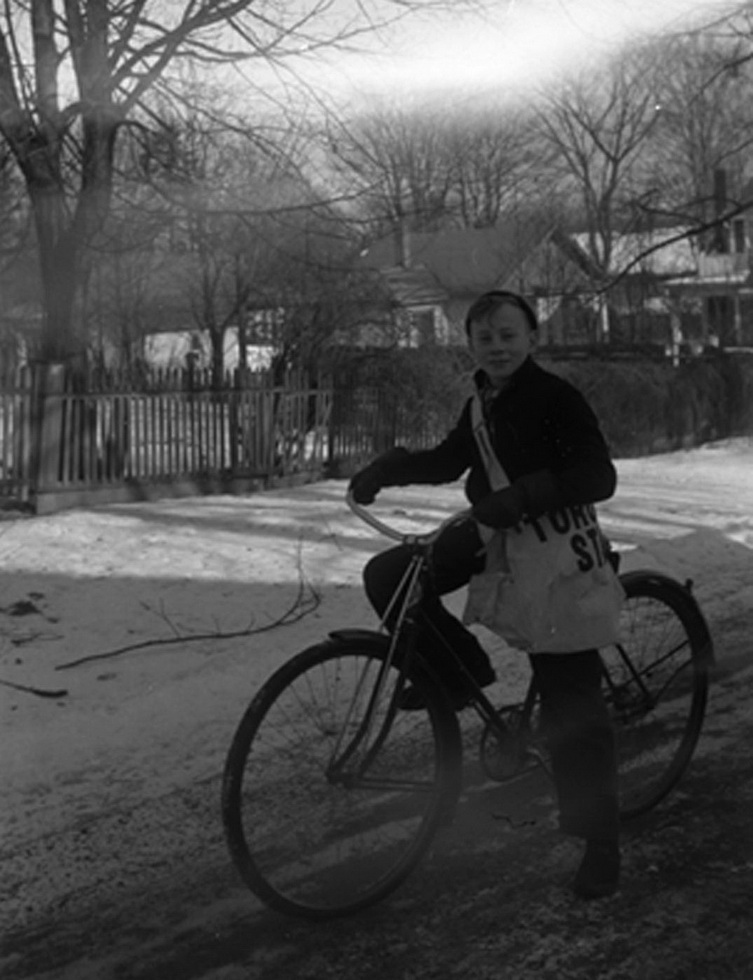
فتى جرائد في فيلم تورنتو ستار في ويتبي، أونتاريو، كندا ، 1940

فتى الجرائد هو شخص - غالبًا ما يكون طفلًا أكبر سنًا أو مراهقًا - يوزع الصحف المطبوعة على المنازل أو المكاتب على طريق منتظم ، عادةً بالدراجة أو السيارة في الدول الغربية خلال ذروة الصحف المطبوعة في أوائل القرن العشرين ، كان هذا غالبًا أول عمل للشباب ، ربما قبل أو بعد المدرسة. يتناقض هذا مع بائع الصحف أو باعة الصحف المتجولين ، والذي أصبح الآن نادرًا للغاية في الدول الغربية ، والذي كان يبيع الصحف للمارة في الشارع غالبًا مع ترويج صريح للغاية. كانت هذه الظاهرة شائعة عندما تنافست العديد من الصحف اليومية في كل مدينة - ما يصل إلى 50 صحيفة في مدينة نيويورك وحدها.

## التاريخ

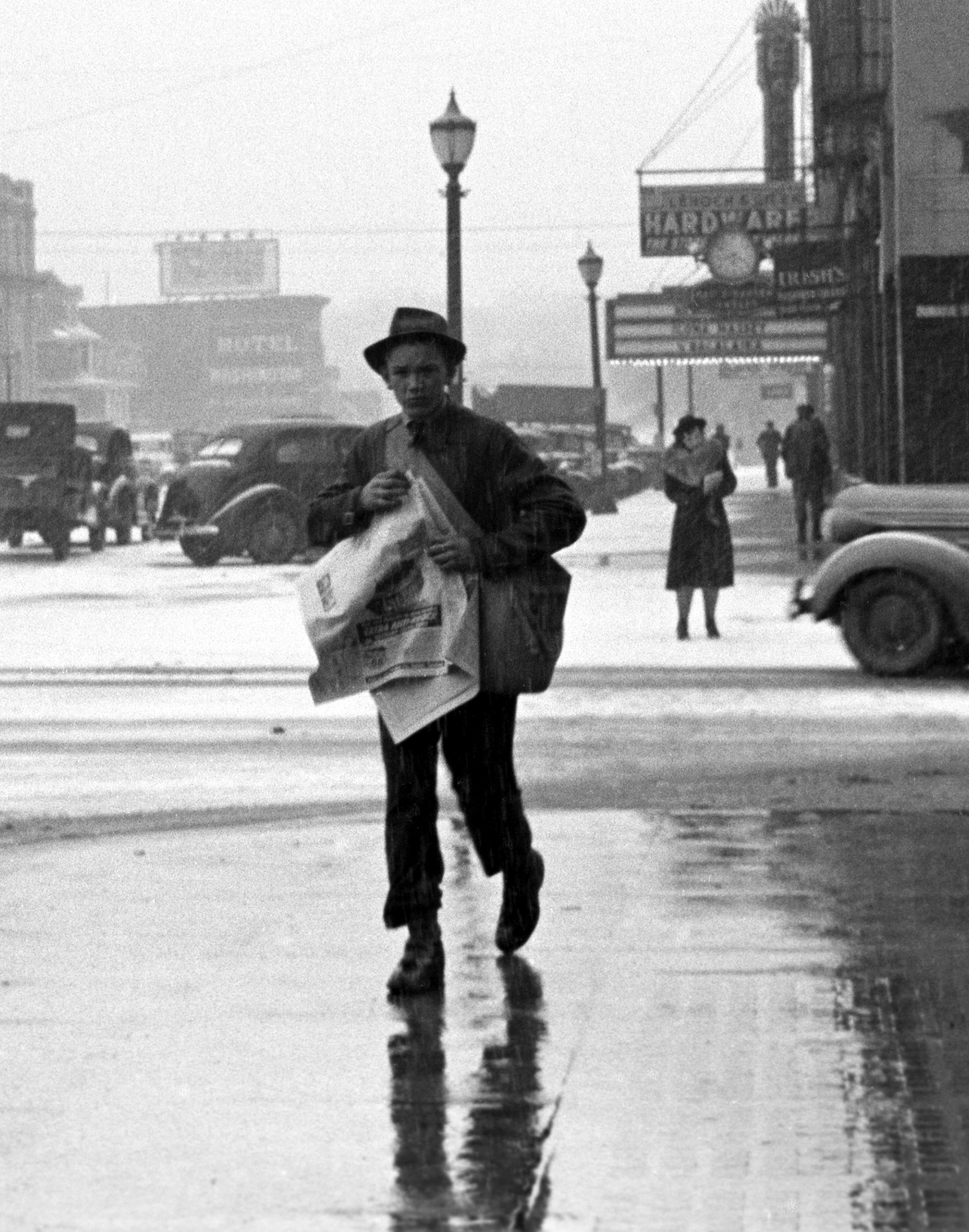
موزع الصحف، آيوا، 1940.

يحتل فتى الورق مكانة بارزة في الذاكرة الشعبية للعديد من البلدان ، بما في ذلك المملكة المتحدة والولايات المتحدة وكندا وأستراليا ونيوزيلندا وأيرلندا واليابان. هذا لأنه لطالما كانت أول وظيفة مدفوعة الأجر متاحة للشباب. تشير تقاليد صناعة الصحف إلى أن أول فتى جرائد، تم توظيفه في عام 1833 ، كان بارني فلاهيرتي البالغ من العمر 10 سنوات والذي صرح في صحيفة نيويورك صن ، والذي كتب «إلى العاطلين عن العمل ، يمكن لعدد من الرجال العثور على عمل عن طريق بيع هذه الورقة».

تختلف واجبات فتى الجرائد باختلاف الموزع ، ولكنها عادة ما تشمل عد الأوراق وفصلها ، ولف الأوراق وإدخالها في أكياس الصحف أثناء الطقس العاصف ، وتحصيل المدفوعات من العملاء.

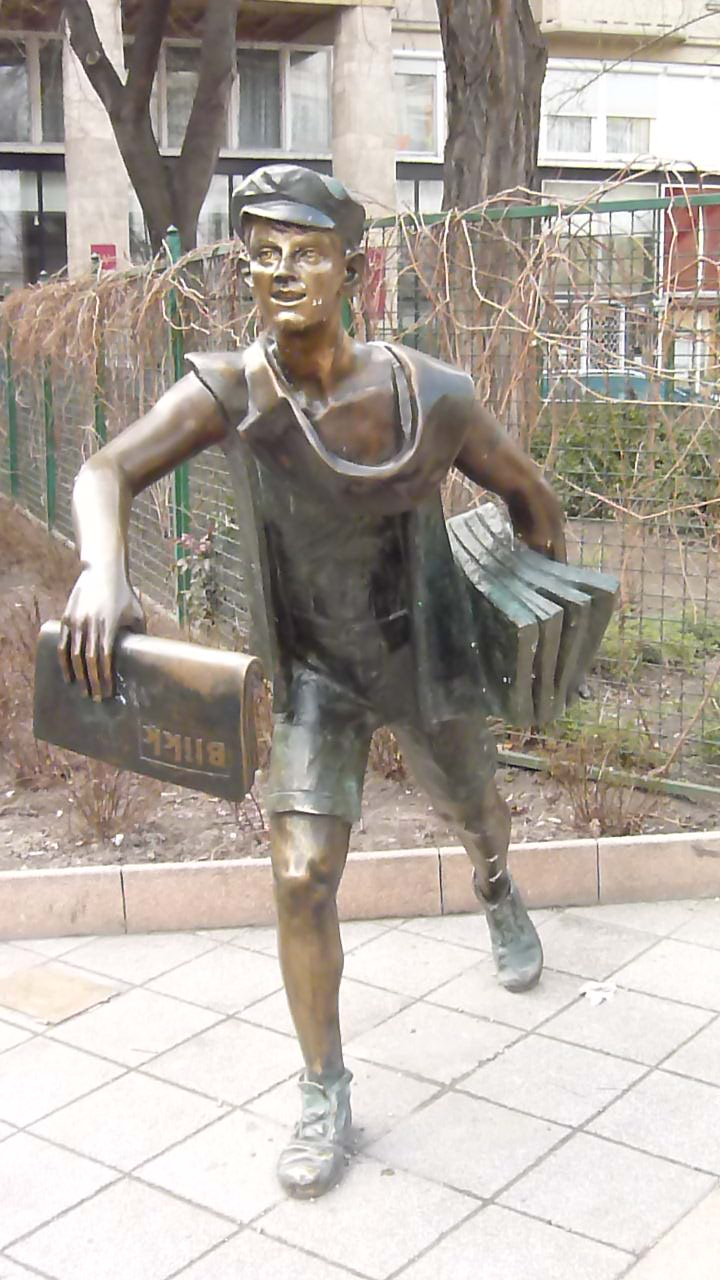
فتى جرائد

شهد عدد عمال الجرائد انخفاضًا كبيرًا. ويرجع ذلك جزئيًا إلى اختفاء الصحف بعد الظهر ، التي كانت أوقات توصيلها أفضل للأطفال في سن المدرسة مقارنة بأوقات الصحف الصباحية ، والتي كانت تُسلم عادةً قبل الساعة 6 صباحًا. كما تأثرت الأرقام بتغير التركيبة السكانية وتوافر الأخبار والصحف على الإنترنت ؛ قوانين العمل (خاصة حظر منتصف القرن العشرين لعمالة الأطفال) ، والمخاوف المتزايدة بشأن سلامة الأطفال غير المصحوبين بمرافق، وكلها دفعت العديد من الصحف إلى تحويل التسليم من قبل البالغين. اليوم ، يتم استخدامها بشكل أساسي في الصحف المجتمعية الأسبوعية وصحف امتسوق المجانية ، والتي لا تزال تميل إلى التسليم في فترة بعد الظهر. بدلاً من ذلك ، في بعض الأحيان يتم توظيف عمال الجرائد مرة واحدة فقط في الأسبوع لتسليم الصحيفة يوم الأحد. تتم العديد من عمليات التسليم هذه الأيام بواسطة البالغين في السيارات ، المعروفين باسم ناقلين الصحف. لقد تم توظيفهم من قبل الصحف كمقاولين مستقلين.